# Libor Sionko
Libor Sionko, né le 1er février 1977 à Ostrava, est un footballeur international tchèque. Il jouait au poste d'ailier droit ou de milieu offensif. 

## Carrière

### En club
- 1993-1994 : Baník Ostrava  Tchéquie
- 1994-1996 : Železárny Třinec  Tchéquie
- 1996-1997 : VTJ Znojmo  Tchéquie
- 1997-1999 : Baník Ostrava  Tchéquie
- 1999-2003 : Sparta Prague  Tchéquie
- 2004 : Grazer AK  Autriche
- 2004-2006 : Austria Vienne  Autriche
- 2006-2007 : Glasgow Rangers  Écosse
- 2007-2009 : FC Copenhague  Danemark
- 2010-2012 : Sparta Prague  Tchéquie

### En équipe nationale
Sionko participe à la coupe du monde 2006 avec l'équipe de Tchéquie (1 match). Il n’était pas dans la liste initiale des 23 sélectionnés mais fut appelé à la suite de la blessure de Vladimír Šmicer. Il dispute également l'Euro 2008 où il inscrit notamment un but face au Portugal lors du premier tour. 

## Palmarès
- Champion de Tchéquie en 2000, 2001, 2003 et en 2010 avec le Sparta Prague.
- Champion d'Autriche en 2004 avec le Grazer AK puis en 2006 avec l'Austria Vienne.
- Champion du Danemark en 2009 et en 2010 avec le FC Copenhague.
- 41 sélections et 8 buts avec l'équipe de République tchèque